# Гопник
Го́пник (у множині — гопники, гопота́, шпана) — представник субкультури, утвореної в результаті інфільтрації кримінальної естетики в робітниче середовище; людина, що вимагає гроші або інші цінні речі від інших людей, шахрай, грабіжник, хуліган. Зазвичай походять з малозабезпеченої сім'ї.
Для гопників характерне зневажливе ставлення до довколишніх. Гопники самостверджуються, принижуючи, кривдячи, ображаючи інших людей. Типовий гопник може без будь-якої причини чіплятися до перехожих на вулиці, якщо він відчуває, що вони не можуть дати відсіч. У своєму ставленні до суспільної моралі гопники є циніками.

## Етимологія
Слово походить з російської мови. За однією з версій, утворилось від старої абревіатури ГОП — рос. городское общежитие пролетариата. Наприкінці 19 століття в Петербурзі було відкрито Міське товариство піклування (рос. Городское общество призрения), де утримувались безпритульні, що займалися крадіжками на міських вокзалах. Після Жовтневого перевороту у цьому ж місці був відкритий гуртожиток для робітників і селян, який швидко перетворився на бандитський клуб, де царювали злодійські закони. Криміногенна обстановка в районі Лігово, де розташовувався гуртожиток різко погіршилась, а всіх мешканців цього району почали називати «гопниками».
За іншою версією гопник походить від слова «гоп-стоп» (на злодійському жаргоні — пограбування, напад, збройний грабіж).

## Характеристика
В середині 90-х років з'являється нове покоління гопників, не контрольоване організованою злочинністю або контрольоване меншою мірою. Вони швидко проявили себе як «культурні вороги» інших субкультур: байкерів, реперів, рейверів, хіпі та готів. Самі не називають себе гопниками та всіляко заперечують це визначення. Гопники називають себе «пацанами» («реальними пацанами», «чіткими пацанами», «правильними пацанами» тощо).
Збираються гопники компаніями від трьох до півтора десятка людей у дворах, парках, дитячих садках та інших громадських місцях, чіпляючись до перехожих провокуючи бійки. Часто метою штучно створеного конфлікту є пограбування. Зазвичай «розбір» відбувається таким чином: розмова з асоціальним ухилом, розглядання перехожих лицем в лице, фамільярне звернення, емоційна нестійкість, провокування на конфлікти.
Для представників даної субкультури характерна гомофобія, успадкована ними з «в'язничних понять», слідувати яким, на думку гопників, важливо. Як правило, у «в'язничних поняттях» гопники розбираються досить поверхово. Через це «поняття» регулярно ними порушуються.
Гопники й самі нерідко стають жертвами інших гопників. Гопник може побити іншого гопника, наприклад, тому, що той «з іншого району», не знайомий з особистістю, рідко з метою пограбування, або ж взагалі без причини. Проте навіть звані гопником причини, як правило, надумані, а основною метою, переслідуваної гопниками, є бажання спробувати самоствердитися коштом жертви, або це просто як вид розваги, заснований на бажанні гопників задовольнити свій комплекс неповноцінності. Випадки конфліктів з іншими гопниками з метою пограбування трапляються, але не так часто, оскільки наявність цінних речей у гопників це зазвичай рідкість. Конфлікти без мети прямого грабежу також є одним з найгрубіших порушень «в'язничних понять» і називаються «сваволею» (рос. «беспредел»). Найчастіше такі конфлікти можуть провокуватися групою гопників, особливо якщо їхня кількість перевищує кількість противників.
За зовнішнім виглядом, згідно з поширеною масдумки, визначити самого гопника не є великою проблемою. Гопники, як правило, одягаються в недорогий спортивний костюм. Безсумнівним атрибутом є кросівки або модельні туфлі, які носять зі спортивним костюмом, кепка «качечка», «восьмиклинка» або бейсболка. Взимку популярна зимова шапка «чеченка». Популярними додатками є барсетка і чотки.

## Музика
Початково переважав шансон. У повазі Михайло Круг, особливо «Владимирський централ», «Золоті купола» і «Чай з баранками» (Шалава), та «Гоп-стоп!» Розенбаума. З часом, серед «next gen», певного поширення набув гангста-реп.